# جورج ر. كارون
جورج ر. كارون (بالإنجليزية: George Robert Caron)‏ هو جندي أمريكي، ولد في 31 أكتوبر 1919 في بروكلين في الولايات المتحدة، وتوفي في 3 يونيو 1995 في دنفر في الولايات المتحدة.